# Pakisputih
Pakisputih is een bestuurslaag in het regentschap Pekalongan van de provincie Midden-Java, Indonesië. Pakisputih telt 3813 inwoners (volkstelling 2010).